# Philippe Clément du Vuault de Valrennes
Philippe Clément du Vault de Valrennes (né en 1647 - mort le 12 octobre 1707) était capitaine du Régiment de Normandie et capitaine des troupes coloniales en Nouvelle-France de 1685 à 1693.

## Biographie
Philippe fut le héros à la Bataille de Laprairie, lorsqu'il vainquit Pieter Schuyler et sa milice en 1691 lorsqu'ils cherchaient à envahir le Canada.
Il fut commandant du fort Frontenac jusqu'à son évacuation en 1691 sur ordre de Louis de Buade de Frontenac transmis par le capitaine Pierre Legardeur de Repentigny.
Il a été marié à Jeanne Bissot, petite-fille de Louis Hébert. Pour sa victoire en 1691, il reçoit en 1698 un brevet de pension de 600 livres par année de la part de Louis XIV. La même année, il décide de se retirer en France dans son domaine de la Poterie où il meurt en 1607.